# Pieve di San Pietro in Mercato
La pieve di San Pietro in Mercato è un edificio sacro situato a Montespertoli. 

## Storia
La chiesa sorge sul versante sud dell'abitato di Montespertoli, vicino al primo nucleo fortificato del paese, ed era al centro di un piviere esteso per circa 80 km² composto da ben 26 chiese suffraganee.
L'edificio è di origini altomedievali ed appare citato per la prima volta nel 1008 come una delle pievi chiamate a pagare una decima al vescovo di Firenze. La consacrazione della chiesa è documentata nel 1057, questo ha fatto ipotizzare ad alcuni studiosi che l'edificio dovesse esistere almeno dal secolo precedente e se tale ipotesi venisse confermata la pieve di San Pietro in Mercato sarebbe una delle più antiche del territorio valdelsano unitamente alla pieve di San Lazzaro a Lucardo e alla pieve di Sant'Appiano. Nel nome della chiesa è inserito il toponimo in Mercato, di questo mercato che si doveva tenere nei pressi dell'edificio esiste una testimonianza in un documento risalente al 1108.
La pieve nel XIII secolo godeva di una rendita economica superiore a molte sue pievi limitrofe come si evince dalle decime pagate tra il 1276 e il 1299 quando paga sempre quaranta lire mentre nello stesso periodo la pieve di sant'Appiano paga solo quindici lire.
Dalla metà del Trecento al piviere di San Pietro vennero uniti i pivieri di San Pancrazio e di Coeli Aula che andarono a formare la Lega dei Popoli che comprendeva cinquantadue parrocchie; tale lega rimase attiva fino alla fine del XVIII secolo quando con le riforme del granduca Pietro Leopoldo vennero abolite le leghe e sostituite dalle comunità (più o meno gli attuali comuni) e così san Pietro in Mercato e Coeli Aula entrarono a far parte della Comunità di Montespertoli mentre San Pancrazio della Comunità di San Casciano.
Nel XV secolo era patrona della pieve e del suo piviere la famiglia Machiavelli che aveva ereditato dai Signori di Montespertoli tale privilegio.
Nel XVI secolo ad opera del pievano Baldassarre Machiavelli la pieve venne completamente ristrutturata alterando i caratteri romanici. Quasi tutti gli interventi barocchi vennero rimossi in occasione di una radicale campagna di restauri effettuata alla metà del XIX secolo.

## Descrizione
L'edificio, restaurato nella facciata con una decorazione a falsa incrostazione marmorea, è fiancheggiato da una poderosa torre con coronamento a beccatelli e merli in cotto (rifacimento posteriore), mentre i tre semicilindri delle absidi sono ancora coperti da intonaco.
Molte delle opere che erano ospitate in questa pieve si trovano adesso nell'attiguo Museo.

### Esterno
La facciata è il frutto di un invasivo intervento di restauro effettuato ai primi del Novecento e presenta una decorazione a intonaco raffigurante una falsa incrostazione marmorea. L'intonaco è presente anche sui muri laterali e sulla tribuna. Sebbene le tre absidi siano intonacate è possibile intravedere la muratura effettuata con arenaria.
Sulla destra della facciata è collocato il poderoso campanile che tuttora presenta gran parte delle strutture medievali in vista. È una massiccia torre quadrata di 5,50 metri per lato e presenta un paramento murario realizzato con bozze di arenaria grigia disposte molto regolari. Il campanile è aperto in vetta dalla cella campanaria ma sul lato settentrionale vi è un'apertura realizzata con una stretta monofora. Il coronamento è frutto del restauro novecentesco e presenta una merlatura guelfa come molte altre torri del territorio montespertolese restaurate all'inizio del XX secolo. Possiede un concerto di 4 campane elettrificate con il sistema a slancio a battaglio volante, sono state fuse da Terzo Rafanelli di Pistoia nel 1887 con intonazione in nota Mi³ in scala diatonica con salto di 4° ad eccezione del sonello, l'unico rimasto a sistema a corda, è fuso da Giovanni Gamberti da Sangallo nel 1470.

### Interno

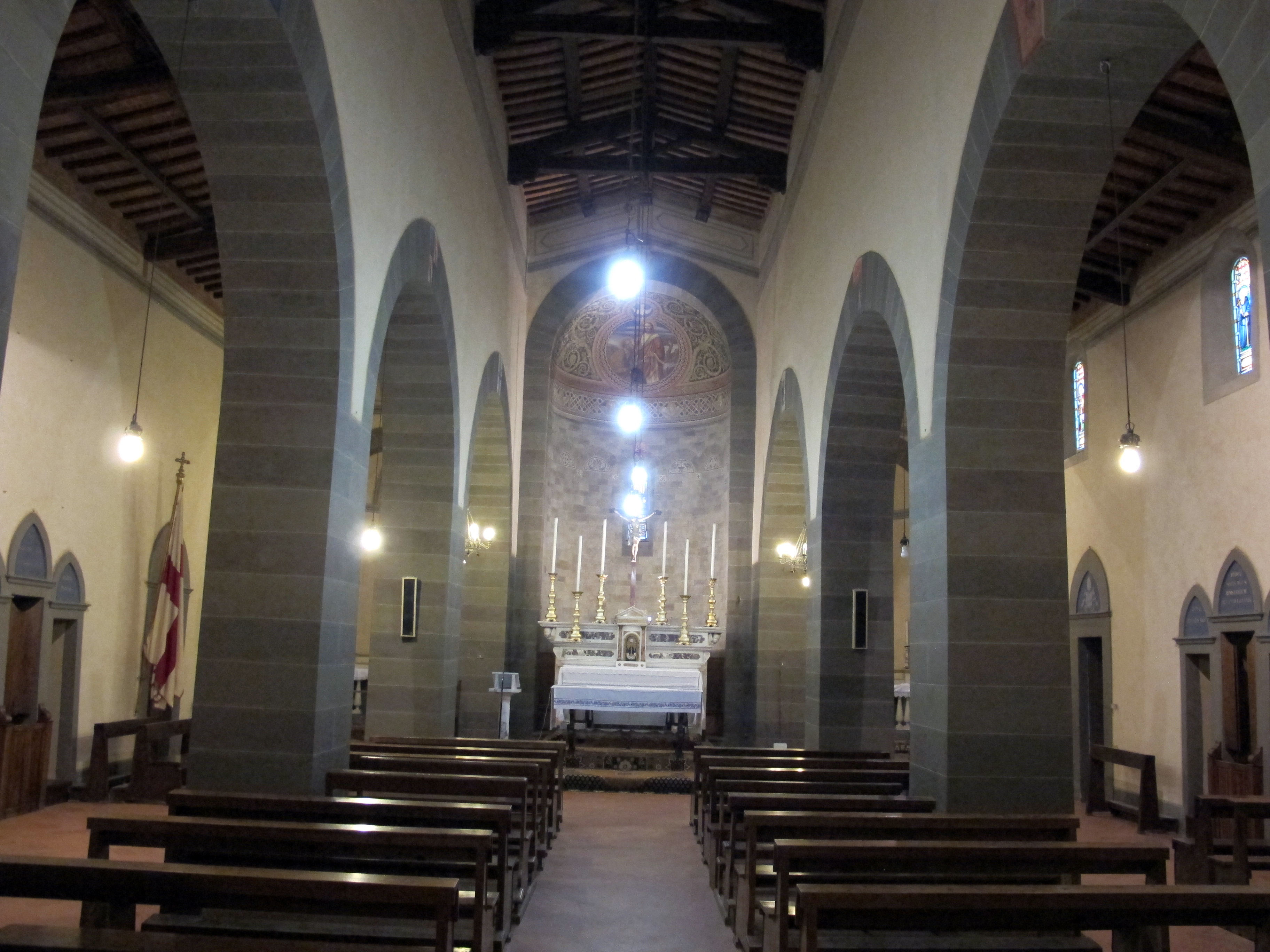
Interno

La struttura attuale delle pieve è sostanzialmente quelle dell'edificio consacrato nel 1057, nonostante la ricostruzione postbellica, che comunque ha ricostruito le forme originarie. Questo è dimostrato proprio dall'organizzazione dello spazio interno che è tipica degli edifici realizzati alla metà dell'XI secolo. La chiesa ha una struttura a tre navate terminante con altrettante absidi, ma a differenza di quanto accade negli edifici realizzati nel XII secolo, qui le quattro ampie campate hanno i pilastri a distanze diverse l'uno dall'altro, infatti le prime tre sono distanziate di circa quattro metri mentre la quarta supera i cinque metri. I pilastri sono di forma rettangolare di un metro di lunghezza per settanta centimetri di larghezza mentre la navata centrale è abbastanza stretta; le sue dimensioni sono circa una volta e mezza ciascuna delle due navate minori, e questi elementi, simili a quelli presenti nella pieve di san Lazzaro, danno all'interno una notevole spinta verticale.

### Fonte battesimale

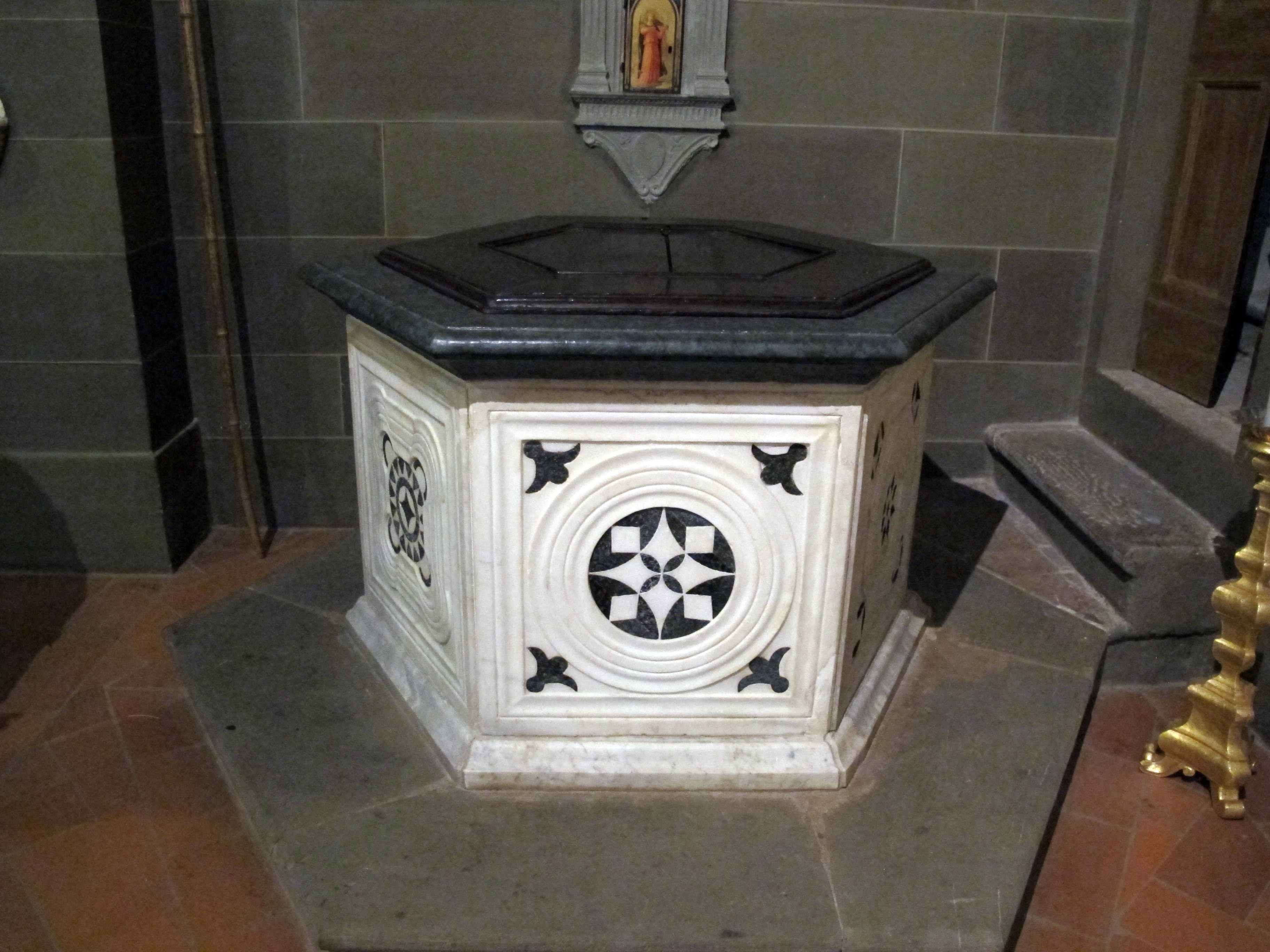
Fonte battesimale

Il fonte battesimale di San Pietro è un raro esempio di decorazione bicroma inseribile nel filone del cosiddetto romanico fiorentino del territorio valdelsano.
L'opera ha una forma esagonale ed è spartito da una cornice aggettante nella parte superiore, cornice ripetuta nella parte inferiore dove fa da basamento. L'uso del marmo bianco, gli intarsi di marmo verde di Prato e il rigore delle cornici che inquadrano i motivi decorativi di ogni specchio danno al fonte un aspetto di marcata classicità.
Questo fonte battesimale è molto vicino alle decorazioni del timpano della facciata della Basilica di San Miniato al Monte, opera data tra il decorso del XII secolo e l'inizio del XIII. Il fonte di San Pietro in Mercato appartiene proprio a quest'ultima fase di quel filone decorativo e nella zona era stato preceduto dal fonte battesimale della pieve di Coeli Aula (oggi conservato nella chiesa di Sant'Andrea a Montespertoli) il quale a sua volta è paragonabile al fonte conservato nella pieve mugellana di Sant'Agata e datato 1175.